# Micheline Béjaud
Micheline Léonce Josèphe Béjaud (Montpellier, 22 febbraio 1931 – Montpellier, 19 gennaio 1992) è stata una cestista francese.

## Carriera
Con la Francia ha disputato i Campionati del mondo del 1953 e tre edizioni dei Campionati europei (1950, 1952, 1954).